# The Oubliette

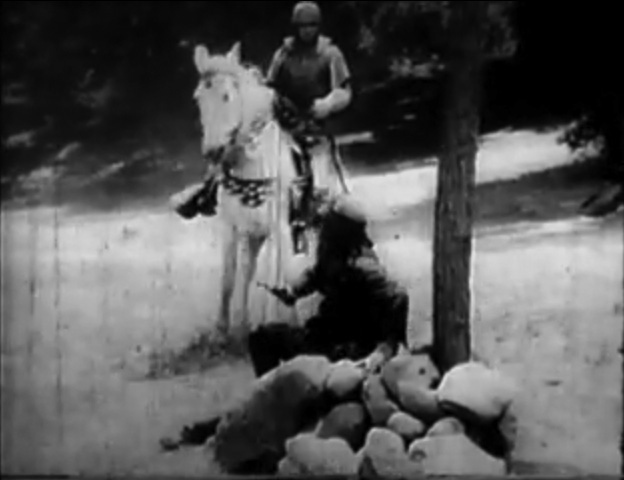

The Oubliette è un cortometraggio muto del 1914 diretto da Charles Giblyn. Fa parte di un serial a episodi dal titolo The Adventures of Francois Villon.
È uno dei due soli film ancora esistenti del primo periodo della carriera di Lon Chaney (il secondo è By the Sun's Rays).

## Produzione
Il film fu prodotto dalla Bison Motion Pictures (con il nome 101-Bison).

## Distribuzione
Distribuito dall'Universal Film Manufacturing Company, il film - un cortometraggio in tre bobine - uscì nelle sale cinematografiche statunitensi il 15 agosto 1914.